# Ari Antônio da Silva

## Padre Ari Antônio da Silva
Padre Ari Antônio da Silva (Lajeado, 12 de junho de 1950 – 21 de maio de 2025) foi um sacerdote católico, filósofo, educador e escritor brasileiro. Reconhecido por sua atuação pastoral e acadêmica, dedicou quase cinco décadas ao ministério presbiteral e mais de trinta anos ao ensino superior.

## Biografia
Nascido no interior de Lajeado, no Rio Grande do Sul, Ari Antônio da Silva foi ordenado presbítero em 16 de maio de 1976. Desde então, desempenhou funções pastorais em diversas paróquias da Diocese de Novo Hamburgo. Em Taquara, destacou-se como pároco nas paróquias Senhor Bom Jesus, no Centro, e Santa Teresinha, onde construiu forte vínculo com a comunidade local.
Faleceu em 21 de maio de 2025, deixando um legado de fé, conhecimento e serviço à comunidade.

## Formação acadêmica
Padre Ari era licenciado em Filosofia, bacharel em Teologia, mestre em Antropologia Filosófica pela Pontifícia Universidade Católica do Rio Grande do Sul (PUCRS) e doutor em Filosofia pela Universidade de Salamanca, na Espanha. Também possuía pós-graduação em Pedagogia Institucional.

## Atuação acadêmica
Desde 1986, lecionou na FACCAT - Faculdades Integradas de Taquara, onde permaneceu como docente por mais de três décadas. Também foi professor no Colégio Santa Teresinha. Sua carreira acadêmica foi marcada pela dedicação à formação ética, crítica e humanística de seus alunos.

## Obras publicadas
Padre Ari publicou diversos livros e artigos nas áreas de filosofia, ética, educação e espiritualidade. Entre suas obras destacam-se:
- Mundo Melhor: Justiça, solidariedade e transcendência
- Economia, política e progresso sem ética: civilização sem futuro
- Ética, espiritualidade e cidadania
- Economia a serviço do homem
- Economia e espiritualidade: Reformando o mundo dos negócios
- Planeta Terra em Crise
- Educação e Transcendência
- Evangelização digital
- A ética nasce quando encontro o rosto do outro
- Análise crítica da crise do tecido social contemporâneo

Além dos livros, publicou centenas de artigos acadêmicos e de opinião, voltados à reflexão crítica sobre a sociedade e à formação de consciências.

## Legado
Figura de referência tanto no meio religioso quanto no educacional, Padre Ari foi admirado por seu compromisso com a fé, a justiça social e a educação transformadora. Sua trajetória pastoral e intelectual permanece viva no testemunho de seus alunos, paroquianos e leitores.